# Doxocopa hübneri
Doxocopa hübneri är en fjärilsart som beskrevs av Johannes Karl Max Röber 1916. Doxocopa hübneri ingår i släktet Doxocopa och familjen praktfjärilar. Inga underarter finns listade i Catalogue of Life.